# Volksabstimmungen in der Schweiz 2023
Dieser Artikel bietet eine Übersicht der Volksabstimmungen in der Schweiz im Jahr 2023.
In der Schweiz fanden 2023 auf Bundesebene drei Volksabstimmungen statt, im Rahmen eines Urnengangs am 18. Juni. Dabei handelte es sich um zwei fakultative Referenden und ein obligatorisches Referendum.

## Abstimmungen am 18. Juni 2023

### Ergebnisse
| Nr. | Vorlage | Art | Stimm- berechtigte | Abgegebene Stimmen | Beteiligung | Gültige Stimmen | Ja        | Nein    | Ja-Anteil | Nein-Anteil | Stände | Ergebnis |
| --- | --- | --- | ------------------ | ------------------ | ----------- | --------------- | --------- | ------- | --------- | ----------- | ------ | -------- |
| 662 | Bundesbeschluss über eine besondere Besteuerung grosser Unternehmensgruppen (Umsetzung des OECD/G20-Projekts zur Besteuerung grosser Unternehmensgruppen)                   | OR  | 5'567'120          | 2'358'623          | 42,37 %     | 2'298'451       | 1'803'309 | 495'239 | 78,45 %   | 21,55 %     | 23:0   | ja       |
| 663 | Bundesgesetz über die Ziele im Klimaschutz, die Innovation und die Stärkung der Energiesicherheit (KlG)                                                                     | FR  | 5'567'120          | 2'368'136          | 42,54 %     | 2'337'947       | 1'381'133 | 956'814 | 59,07 %   | 40,93 %     | –      | ja       |
| 664 | Änderung vom 16. Dezember 2022 des Bundesgesetzes über die gesetzlichen Grundlagen für Verordnungen des Bundesrates zur Bewältigung der Covid-19-Epidemie (Covid-19-Gesetz) | FR  | 5'567'120          | 2'365'154          | 42,48 %     | 2'321'891       | 1'438'151 | 883'740 | 61,94 %   | 38,06 %     | –      | ja       |

### OECD-Mindeststeuer für Unternehmen
Im Zuge der Bemühungen um die Verringerung des internationalen Steuerwettbewerbs kamen die G20-Staaten und die Mitglieder der OECD (darunter die Schweiz) im Oktober 2021 überein, die Regeln zur Besteuerung grosser Unternehmensgruppen anzupassen. Die «Besteurung im Marktstaat» (Säule 1) betrifft internationale Unternehmen mit einem jährlichen Umsatz von über 20 Milliarden Euro und einer Profitabilität von über 10 %, die neu auch dort besteuert werden sollen, wo sie Waren verkaufen oder Dienstleistungen erbringen. Die Mindestbesteuerung (Säule 2) legt fest, dass internationale Unternehmensgruppen mit über 750 Millionen Euro Umsatz jährlich mit mindestens 15 % Gewinnsteuer belastet werden. Für die Umsetzung dieser Vorgaben ist eine Änderung der Bundesverfassung erforderlich. Um den Mindeststeursatz zu erreichen, erhebt der Bund eine Ergänzungssteuer; die Einnahmen daraus fliessen zu drei Vierteln an die Kantone und zu einem Viertel an den Bund. Beide Kammern der Bundesversammlung unterstützten die Vorlage. Die SP und verschiedene Gewerkschaften lehnten sie ab. Ihrer Ansicht nach solle der Bund die Hälfte der Zusatzeinnahmen erhalten, weil das Geld sonst überwiegend an Kantone fliesse, die ohnehin attraktiv für internationale Konzerne seien. Die Befürworter hielten dem entgegen, dass bei einer Ablehnung die Differenz von anderen Staaten eingezogen würde. Fast vier Fünftel der Abstimmenden und alle Kantone nahmen die Vorlage an.

### Klimaschutzgesetz
Mit dem Übereinkommen von Paris hatte sich die Schweiz 2017 dazu verpflichtet, den Ausstoss von Treibhausgasen zu reduzieren. Im November 2019 reichte ein Komitee die Gletscher-Initiative ein, mit dem Ziel, die Nettoemissionen bis zum Jahr 2050 auf null zu senken. Dem Bundesrat und dem Parlament ging sie zu weit, da sie ein Verbot fossiler Energieträger vorsah. Daraufhin beschloss das Parlament einen indirekten Gegenentwurf. Da die Initianten mit dessen Inhalt einverstanden waren, zogen sie die Initiative bedingt zurück. Der Gegenentwurf sah vor, dass fossile Energieträger bestmöglich reduziert werden und legte verbindliche Richtwerte für einzelne Sektoren fest. Der Ersatz von Öl-, Gas- und Elektroheizungen durch klimafreundliche Alternativen sollte gefördert werden, ebenso der Ausbau von Fernwärmenetzen, die Isolation von Gebäuden und die Erforschung innovativer Klimaschutzechnologien. Ausserdem sollte die Bevölkerung durch Investitionen vor negativen Folgen des Klimawandels geschützt werden. Gegen das entsprechende Bundesgesetz ergriff die SVP das Referendum. Ihrer Meinung nach würde der zusätzliche Bedarf an elektrischer Energie derart stark ansteigen, dass er für viele Haushalte nicht mehr bezahlbar wäre; ausserdem wäre die Versorgungssicherheit gefährdet und die Landschaft würde durch Solaranlagen und Windkraftanlagen verunstaltet. Die Befürworter hielten dem entgegen, dass die Schweiz von Exportländern mit unzuverlässigen und unberechenbaren Regierungen unabhängiger werde. Die Bevölkerung werde beim Umstieg auf klimafreundliche Energie unterstützt, ausserdem enthalte die Vorlage keine neuen Verbote oder zusätzliche Steuern und Abgaben. Fast drei Fünftel der Abstimmenden nahmen die Vorlage an, wodurch die Initiative hinfällig wurde.

### Änderung des Covid-19-Gesetzes
Im Dezember 2022 verlängerte das Parlament Teile des Covid-19-Gesetzes, die Ende des Jahres abgelaufen wären, bis Mitte 2024. Weitergeführt werden sollten die Zuständigkeit des Bundesrates für die Versorgung mit wichtigen medizinischen Gütern, die Verpflichtung der Kantone zur Bereitstellung von Kapazitätsreserven in der Gesundheitsversorgung und die internationale Kompatibilität der COVID-19-Zertifikate. Hingegen lehnte es den Antrag des Bundesrates ab, die Übernahme der Kosten von Corona-Tests vom Bund an die Kantone zu übertragen. Um keinen Unterbruch der Geltungsdauer der weiterhin geltenden Teile des Gesetzes zu riskieren, erklärte es das Gesetz für dringlich. Daraufhin ergriffen die massnahmenkritischen Gruppierungen «Freunde der Verfassung», «Mass-voll» und «Freiheitstrychler» sowie die EDU und die Junge SVP das Referendum. Sie hielten die Verlängerung für nutzlos und schädlich, da die Pandemie für beendet erklärt worden sei. Es bestünde weiterhin die Möglichkeit, jederzeit erneut ein Zertifikat und weitere als diskriminierend empfundene Massnahmen einzuführen. Von den grossen Parteien schloss sich nur die SVP dieser Meinung an. Die Befürworter argumentierten, dass mit dem Gesetz weiterhin Medikamente rasch für besonders gefährdete Personen zur Verfügung gestellt werden können. Es könne auch nicht ausgeschlossen werden, dass einige Länder bei der Einreise wieder ein Zertifikat verlangen. Die Bestimmungen seien nur verlängert worden, damit sie bei einer deutlichen Verschlechterung der Situation rasch angewendet werden können. Etwas mehr als drei Fünftel der Abstimmenden nahmen die Vorlage an.